# Jimmy Hoffa
James Riddle Hoffa (Brazil (Indiana), 14 februari 1913 – vermoedelijk Verenigde Staten, tussen 30 juli 1975 en 30 juli 1982) was een Amerikaanse vakbondsleider die connecties had met de maffia. In de functie van voorzitter van de International Brotherhood of Teamsters in de jaren 50 en 60 had Hoffa veel invloed. 
Hij raakte op 30 juli 1975 vermist en werd op 30 juli 1982 officieel doodverklaard. Hij is vooral bekend  geworden vanwege de mysterieuze omstandigheden rond zijn verdwijning en veronderstelde overlijden.

## Biografie
Hoffa werd geboren als zoon van een arme mijnwerker, zijn vader stierf toen hij nog jong was en Hoffa kon vanwege geldgebrek niet op school blijven. Hij verhuisde naar Lake Orion in de staat Michigan om te werken in een magazijn. Hij kreeg daar de reputatie van een harde straatvechter die altijd opkwam voor zijn medewerkers tegen het management. Dit was reden voor zijn ontslag en zo kwam hij terecht bij de International Brotherhood of Teamsters (IBT), een militante vakbond. Hoffa maakte ook gebruik van zijn banden met de georganiseerde misdaad om zo een verbond van kleinere winkeleigenaren aan te pakken. Dit leidde tot zijn eerste veroordeling, waarvoor hij nog slechts een boete kreeg. Nadat hij het tot leider van de lokale IBT had gebracht, bleef Hoffa werken met allerlei bendes.
Hij had een natuurlijk leiderschap en was iemand die vaak woest werd over de slechte behandeling van werknemers. In 1933, op 20-jarige leeftijd, hielp hij bij de organisatie van zijn eerste staking van "swampers", de arbeiders die vrachtwagens in- en uitladen, vooral met fruit.

## Vakbondsactiviteiten
De IBT organiseerde vrachtwagenchauffeurs, eerst in het Middenwesten, maar later door het hele land heen. Ze waren succesvol met plotselinge stakingen, boycots en andere manieren die de kracht van de vakbonden duidelijk maakten aan de bedrijven. De vakbond hield zich echter niet altijd aan de regels als het erop aankwam om de werknemers op één lijn te krijgen en pakte stakingbrekers hard aan.
Hoffa werd voorzitter van de IBT in 1957 toen zijn voorganger, Dave Beck, veroordeeld werd vanwege omkoping en naar de gevangenis moest. Hoffa deed enorm veel om de vakbond groter te maken en had in 1964 vrijwel alle vrachtwagenchauffeurs van Noord-Amerika achter zich gekregen. Hoffa ging echter door en probeerde ook werknemers van luchtvaartmaatschappijen en andere transportbedrijven in de vakbond te krijgen. Dit baarde de regering van de Verenigde Staten grote zorgen, omdat een staking dan, van al het transport in het land, rampzalig zou zijn voor de economie.
Ook al leverde het werk van Hoffa en sommigen van zijn medebestuurders veel voordeel op voor de chauffeurs, er waren ook bestuurders binnen de IBT die vooral zichzelf verrijkten en de werknemers weinig te bieden hadden. In sommige takken van de industrie nam de georganiseerde misdaad het over en in combinatie met het dreigen met stakingen kwamen hele takken onder controle van de maffia, of waren ze kwetsbaar voor chantage en afpersing. Hoffa werkte ook met deze mensen samen, omdat sommigen van hen een belangrijke rol speelden in zijn verkiezing tot voorzitter van de IBT. Diverse vakbondsbestuurders werden in die tijd veroordeeld vanwege banden met de maffia, maar bleven toch nog vaak gewoon aan als bestuurder, zoals Anthony Provenzano uit New Jersey. Anderen, zoals Moe Dalitz en Allen Dorfman, financierden maffia-bouwprojecten met geld uit het IBT-pensioenfonds.
President John F. Kennedy en zijn opvolger Lyndon B. Johnson oefenden allebei druk uit op Hoffa via Kennedy's broer Robert F. Kennedy, de minister van Justitie, om deze activiteiten te onderzoeken en zo mogelijk te stoppen. Vooral de Kennedy's waren er zeker van dat Hoffa heel wat vakbondsgeld in eigen zak had gestoken. Hoffa kon uiteindelijk niet aanblijven, ook al was hij tactisch heel slim en wist hij vaak mensen tegen elkaar uit te spelen.
Dat Hoffa werkelijk banden had met de maffia, is nooit bewezen.

## Veroordeling en verdwijning
In 1964 werd Hoffa veroordeeld tot 15 jaar cel vanwege het omkopen van een jurylid. In 1971 kwam hij vrij toen president Richard Nixon hem gratie verleende op voorwaarde dat hij tien jaar lang niet meer actief zou zijn voor een vakbond. Hoffa besloot na een paar jaar dit besluit juridisch aan te vechten om zo weer leider te kunnen worden van de IBT. Op 30 juli 1975 werd Hoffa rond 14.30 uur voor het laatst gezien op het parkeerterrein van restaurant Machus Red Fox in een buitenwijk van Detroit. Hij had daar een afspraak met twee maffialeiders, Anthony Giacalone en Anthony Provenzano.
Zijn lot is tot op de dag van vandaag een mysterie. Er deden verschillende wilde verhalen de ronde, die geen van alle bewezen konden worden. Een hiervan was dat hij in het graf op Graceland begraven zou liggen, in plaats van Elvis Presley. Ook was er het gerucht dat hij begraven zou zijn in het Giants Stadium in New Jersey, maar dat werd ontkracht door het programma MythBusters van Discovery Channel.
Precies zeven jaar na zijn verdwijning, op 30 juli 1982, werd Hoffa officieel doodverklaard door de Amerikaanse autoriteiten. Ook werd er een overlijdensakte afgegeven.
Frank Sheeran beweerde kort voor zijn overlijden in 2003 dat hij Jimmy Hoffa vermoord had. Zijn verhaal is vertolkt in het boek I Heard You Paint Houses. Er zijn tegenstrijdige uitspraken omtrent deze bekentenis en over de vraag of Sheeran een deel van de verhalen heeft verzonnen.

## In populaire cultuur
In Amerikaanse films en televisieseries wordt soms naar Hoffa verwezen als het gaat om een mysterieuze verdwijning. Dit is onder andere het geval bij de televisieseries The Simpsons, Fringe, Dexter, Breaking Bad, Medium, ”X-files”, Elementary, Suits en Murder, She Wrote en de films Bruce Almighty en The Naked Gun. In 1992 maakte Danny DeVito de film Hoffa, over het leven en de verdwijning van Jimmy Hoffa, met Jack Nicholson in de titelrol. De film F.I.S.T. (1978) met Sylvester Stallone is eveneens een onmiskenbare verwijzing naar het leven van Jimmy Hoffa. In aflevering vier van het zesde seizoen van de televisieserie The Sopranos ("The Fleshy Part of the Thigh") wordt ook verwezen naar de verdwijning van Hoffa. Hoffa komt als belangrijk personage ook voor in de film The Irishman van Martin Scorsese. 